# 프로메테우스 글로벌 미디어
프로메테우스 글로벌 미디어(Prometheus Global Media)는 미국의 잡지 출판 기업으로, 빌보드의 모회사이다.